# Плуэр-сюр-Ранс
Плуэ́р-сюр-Ранс (фр. Plouër-sur-Rance, брет. Plouhern) — коммуна во Франции, находится в регионе Бретань, департамент Кот-д’Армор, округ Динан, кантон Плелен-Тригаву. 
Население (2019) — 3 551 человек.

## География
Коммуна расположена приблизительно в 330 км к западу от Парижа, в 55 км северо-западнее Ренна, в 60 км к востоку от Сен-Бриё, в месте впадения реки Ранс в Ла-Манш. Через территорию коммуны проходит национальная автомагистраль N176.

## Достопримечательности
- Замок Виль-Юше (XVIII век). Исторический памятник с 1964 года[2]
- Замок Пеу на берегу Ранса
- Церковь Святых Петра и Павла XVIII века с витражами XIX века
- Крытая аллея Бель-Эван, или Бельван (эпоха неолита). Исторический памятник с 1981 года[3]

## Экономика
Структура занятости населения:
- сельское хозяйство — 3,7 %
- промышленность — 3,3 %
- строительство — 10,6 %
- торговля, транспорт и сфера услуг — 50,7 %
- государственные и муниципальные службы — 31,7 %

Уровень безработицы (2018) — 10,1 % (Франция в целом —  13,4 %, департамент Кот-д’Армор — 11,5 %). 

Среднегодовой доход на 1 человека, евро (2018) — 23 690 (Франция в целом — 21 730, департамент Кот-д’Армор — 21 230).
В 2007 году среди 1904 человек в трудоспособном возрасте (15—64 лет) 1351 были экономически активными, 553 — неактивными (показатель активности — 71,0 %, в 1999 году было 68,2 %). Из 1351 активных работали 1238 человек (640 мужчин и 598 женщин), безработных было 113 (52 мужчины и 61 женщина). Среди 553 неактивных 164 человека были учениками или студентами, 223 — пенсионерами, 166 были неактивными по другим причинам.

## Демография
Динамика численности населения, чел.

## Администрация
Пост мэра Плуэр-сюр-Ранса с 2020 года занимает Иан Годе (Yann Godet). На муниципальных выборах 2020 года возглавляемый им левый список победил в 1-м туре, получив 72,39 % голосов.
| Период | Период | Фамилия                 | Партия                         | Примечания                          |
| ------ | ------ | ----------------------- | ------------------------------ | ----------------------------------- |
| 1977   | 1988   | Жозеф Кастель           | беспартийный                   | врач                                |
| 1988   | 1989   | Клод-Ноэль Мартен       | Разные правые                  | президент-генеральный директор      |
| 1989   | 1995   | Жером Венц              | Социалистическая партия        | психолог                            |
| 1995   | 1996   | Мари-Анник Барада-Жуаде | Союз за французскую демократию | врач                                |
| 1996   | 2001   | Ив Жервез               | Союз за французскую демократию | преподаватель географии и экономики |
| 2001   | 2014   | Жан-Клод Авар           | Разные левые                   | учитель                             |
| 2014   | 2020   | Серж Симон              | Разные левые                   | инспектор национального образования |
| 2020   |        | Иан Годе                | Разные левые                   | работник местного самоуправления    |

## Галерея

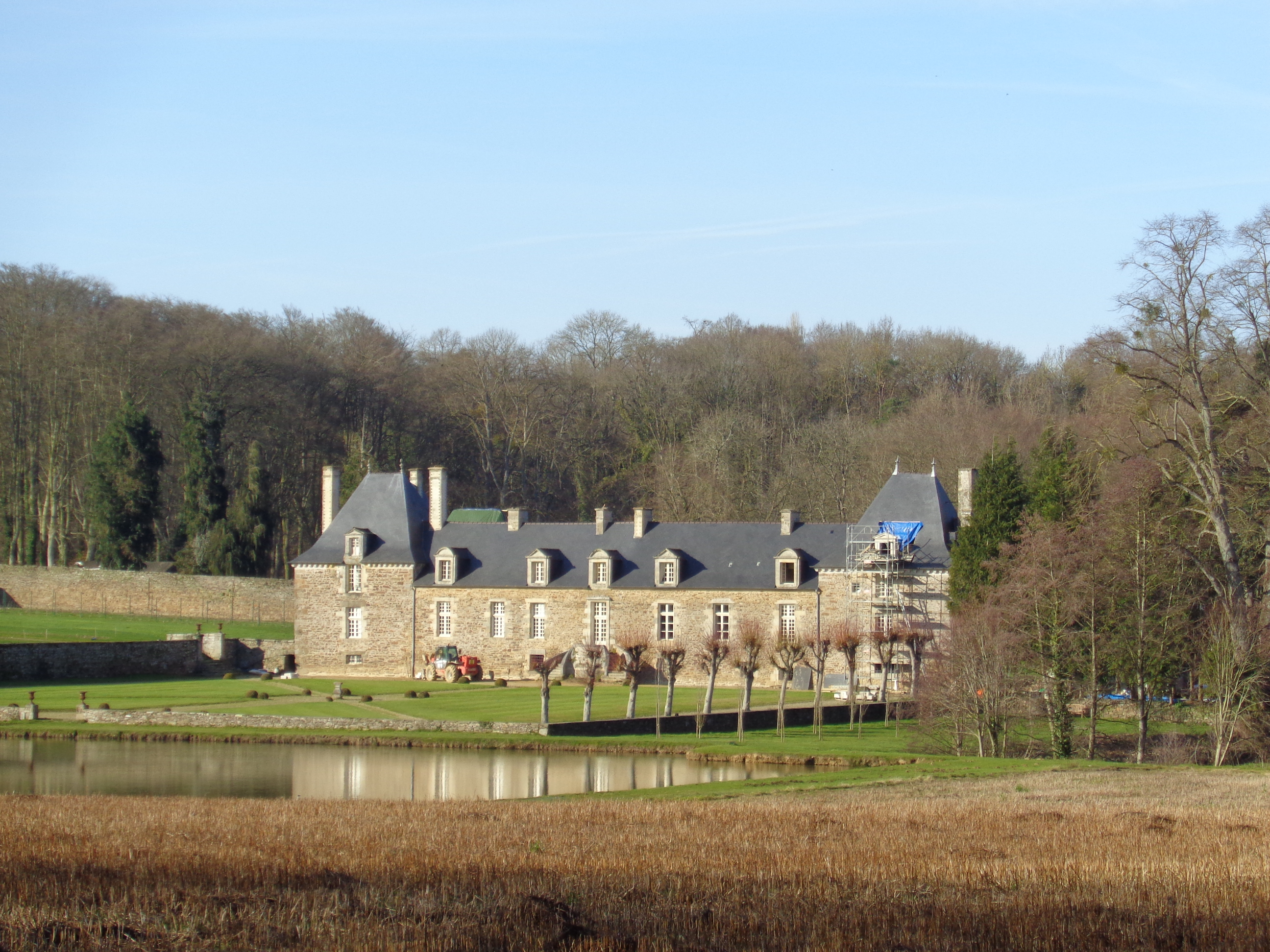
Замок Виль-Юше
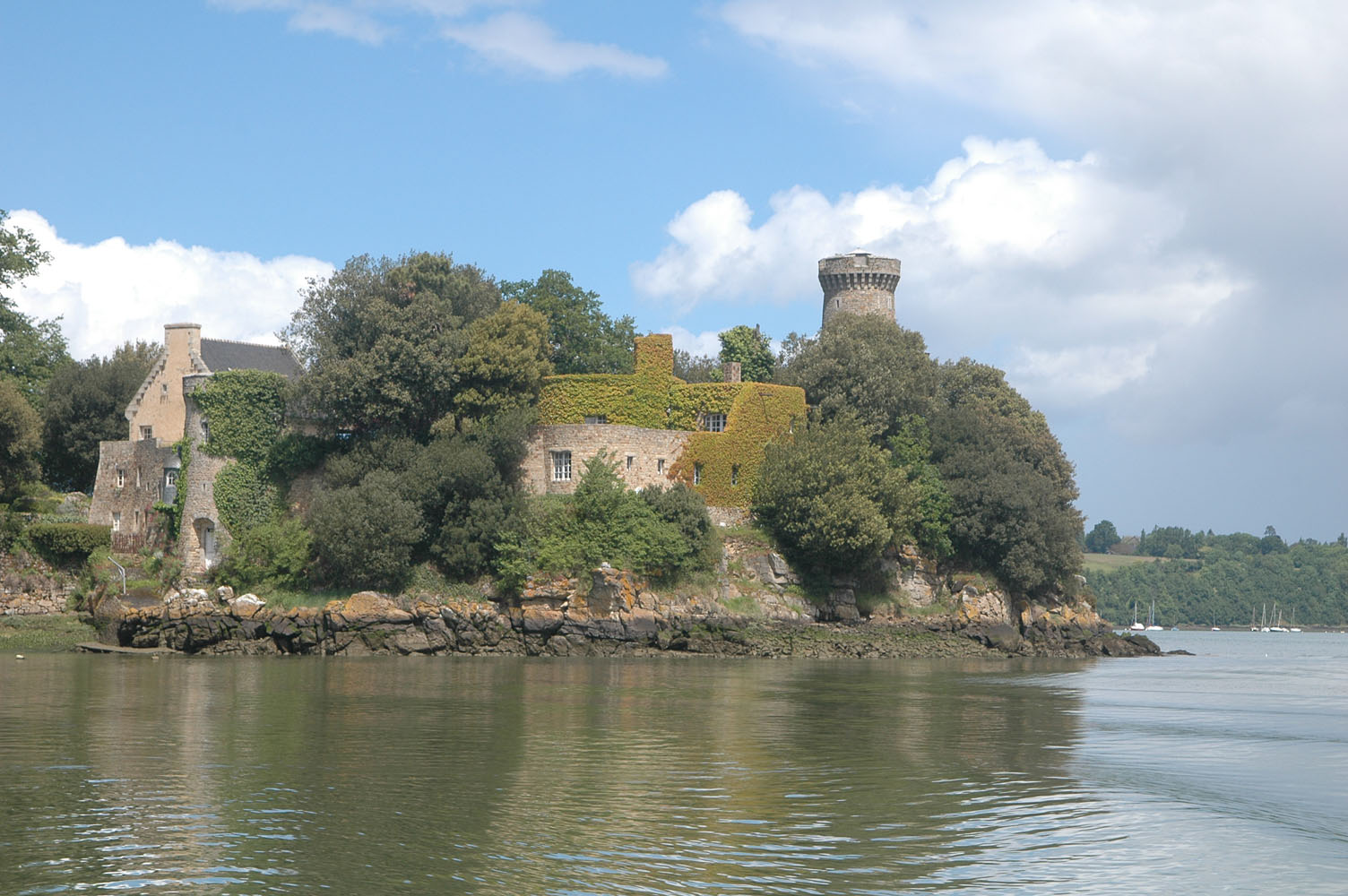
Замок Пеу
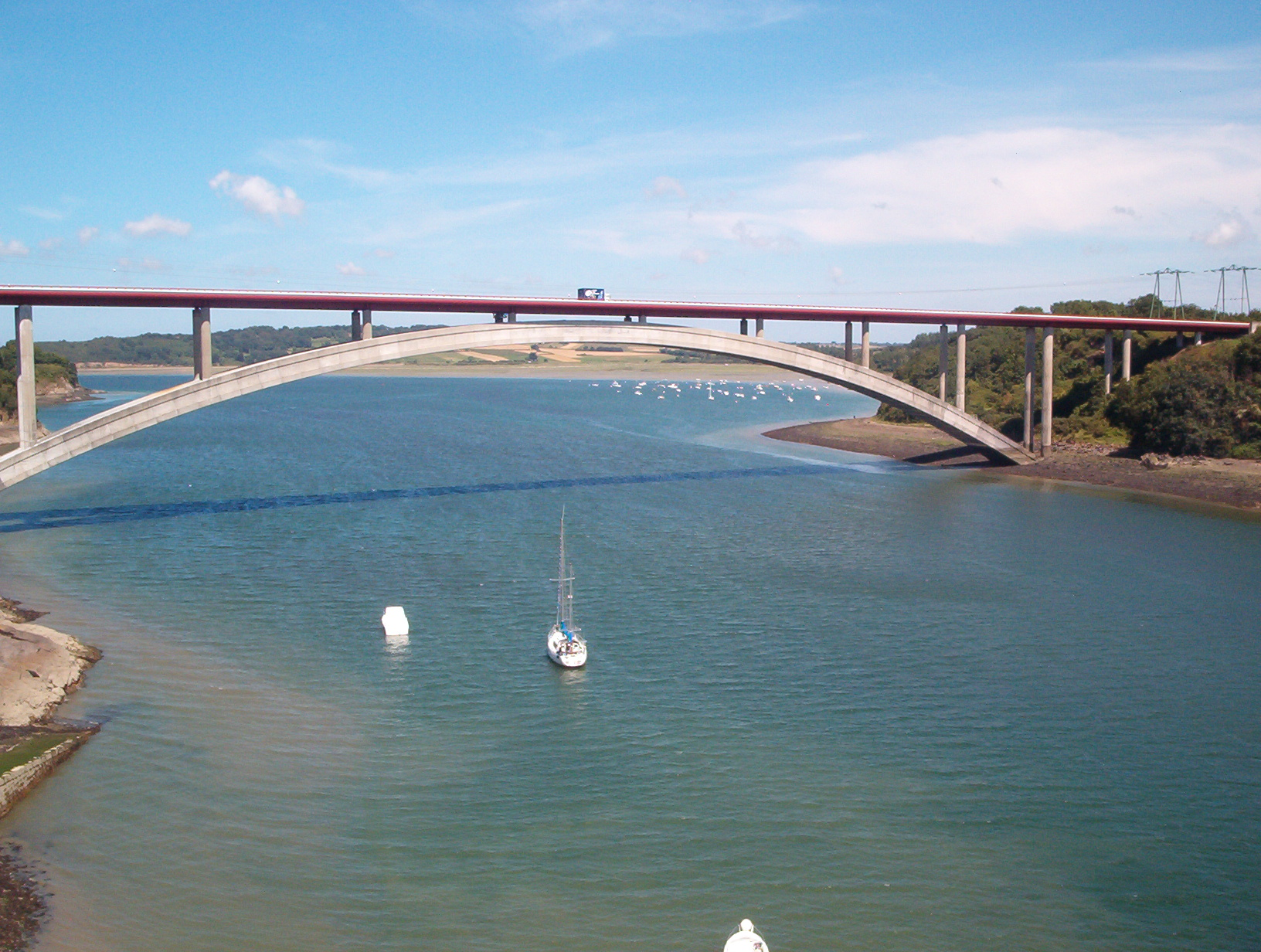
Мост Шатобриан
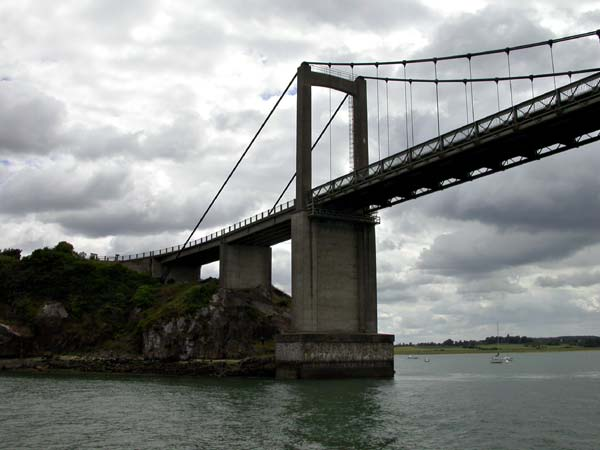
Мост Сен-Юбер
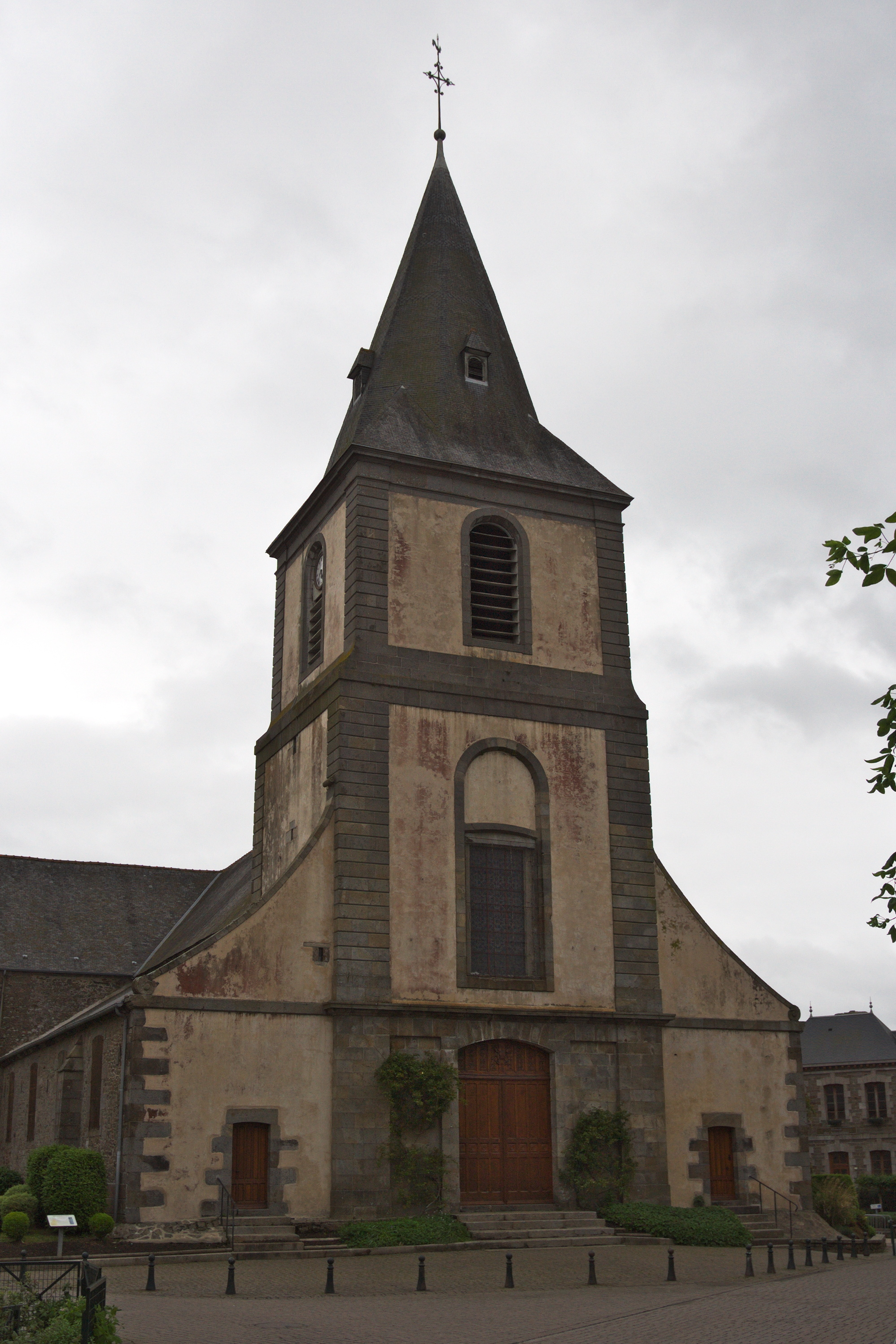
Церковь Святых Петра и Павла
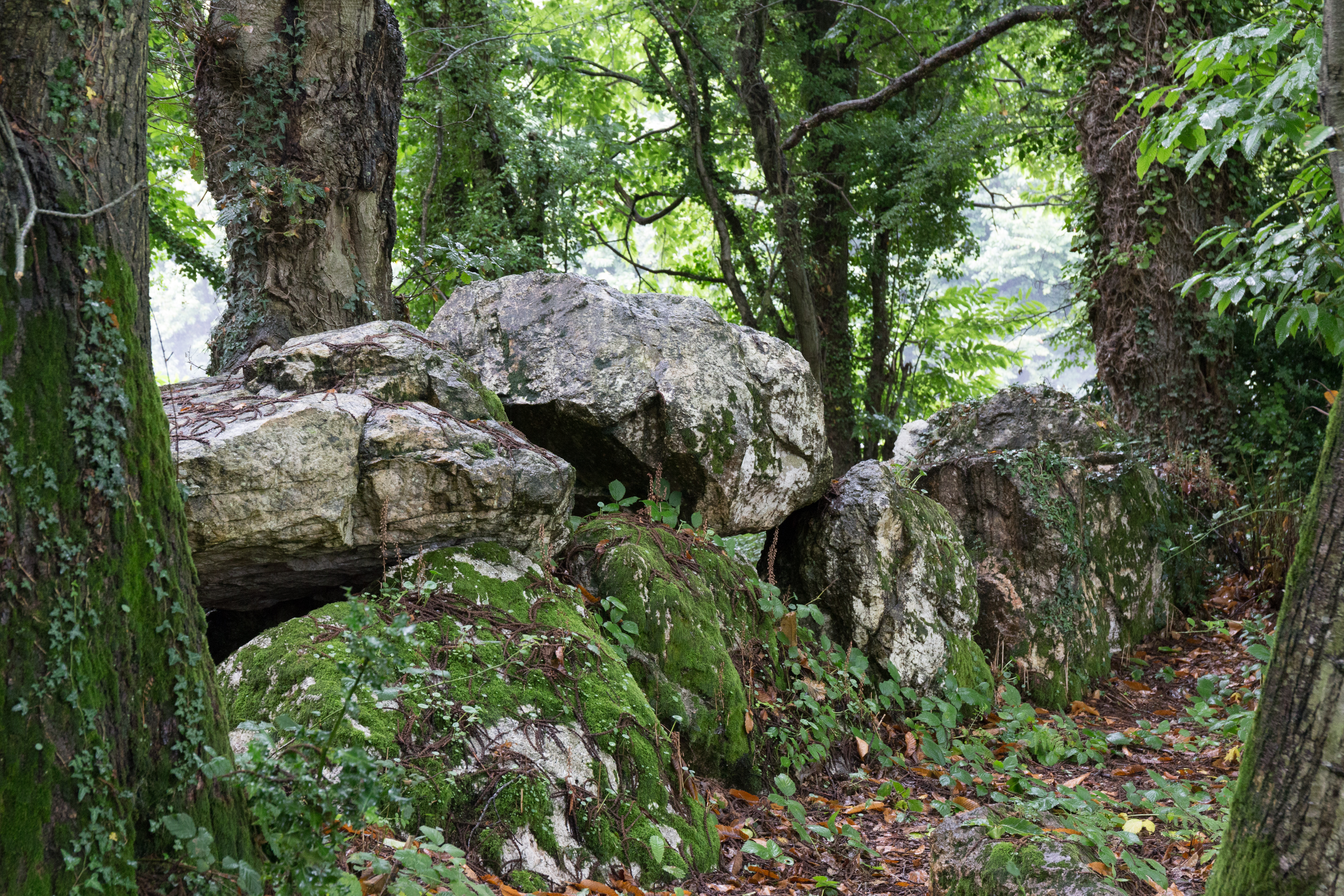
Крытая аллея Бель-Эван